# ذباب مقنع
الذباب المقنع أو شيزوفورا (الإسم العلمي:Schizophora)، هو قسم من ضمن فصيلة ذوات الجناحين يضم 78 فصيلة، يُعتبر هذا التقسيم غير رسمي، ويتميز هذا القسم بوجود الدرز الجبهي.